# 1563년

## 연호
- 명(明) 가정(嘉靖) 42년
- 일본(日本) 에이로쿠(永禄) 6년
- 후 레 왕조(後黎朝) 찐찌(正治) 6년
- 막 왕조(莫朝) 꽝바오(光寶) 9년

## 기년
- 류큐(琉球) 쇼겐왕(尚元王) 8년
- 명(明) 세종 가정제(世宗 嘉靖帝) 42년
- 조선(朝鮮) 명종(明宗) 18년
- 후 레 왕조(後黎朝) 영종(英宗) 7년
- 막 왕조(莫朝) 선종(宣宗) 17년

## 탄생
- 8월 25일 - 조선 선조의 후궁 정빈 홍씨. (~1638년)
- 9월 4일 - 명나라의 제13대 황제 만력제. (~1620년)

## 사망
- 10월 16일 - 성종과 정현왕후의 증손자, 중종과 문정왕후의 손자, 명종과 인순왕후의 아들 순회세자. (1551년~)